# Marienerscheinungen von Fátima

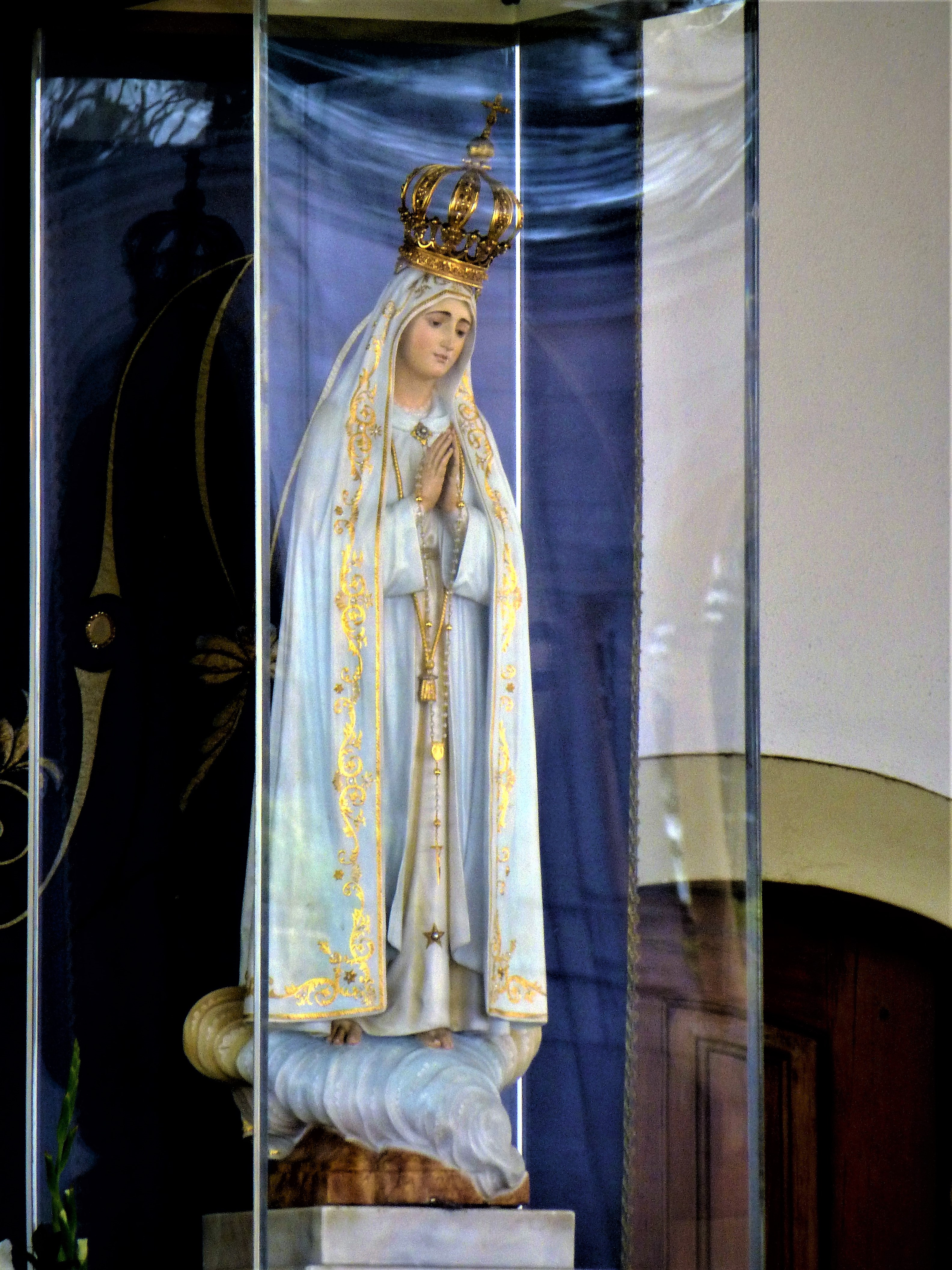
Marienstatue in Fátima

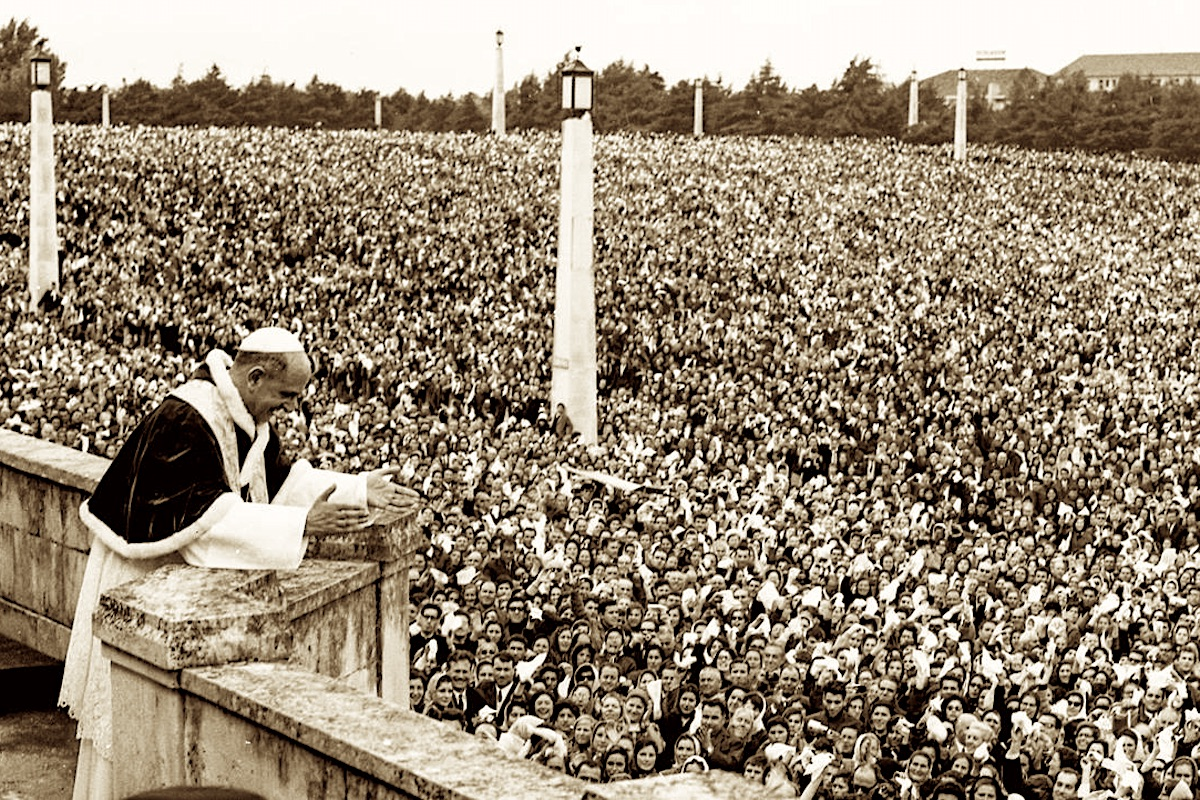
Papst Paul VI. in Fátima, zum 50. Jahrestag der Erscheinungen

Bei den Marienerscheinungen von Fátima handelt es sich um sechs Visionen einer „weißen Dame“, von denen drei Hirtenkinder – Lucia dos Santos, ihr Cousin Francisco und ihre Cousine Jacinta Marto – in Fátima, einem kleinen Dorf in Portugal im Jahr 1917 erzählten und die nach Überzeugung der römisch-katholischen Kirche als Erscheinungen der Jungfrau Maria verstanden werden, die zu den Kindern gesprochen hat.
Die Erscheinungen, deren prophetische Botschaften sich auf das Gebet und das Ende der Welt beziehen, wurden zunächst sowohl von den zivilen Behörden als auch von der kirchlichen Obrigkeit mit Misstrauen betrachtet. Schon vor der offiziellen Anerkennung der Erscheinungen durch die römisch-katholische Kirche im Jahr 1930 gab es jedoch eine rege Verehrung durch Gläubige am Ort der Erscheinungen. Nach der Anerkennung verwandelte sich Fátima zu einem nationalen und internationalen Wallfahrtsort.
Im Anschluss an die Erscheinungen bat eine der Seherinnen, Lucia dos Santos, den Papst, Russland dem heiligsten Herzen Mariens zu weihen. Während Papst Pius XI. die Bitte ignorierte, antwortete Papst Pius XII. 1942 darauf. Papst Johannes Paul II. erneuerte die Weihe 1984.

## Die Seherkinder

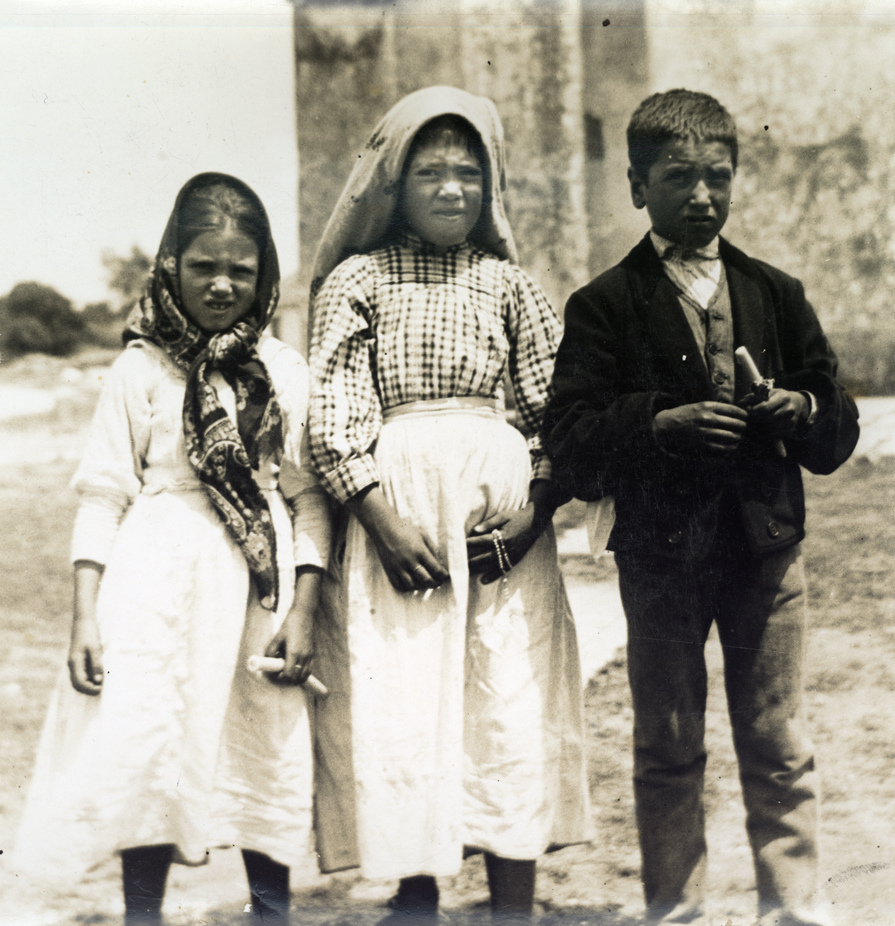
Die Seherkinder von Fátima 1917

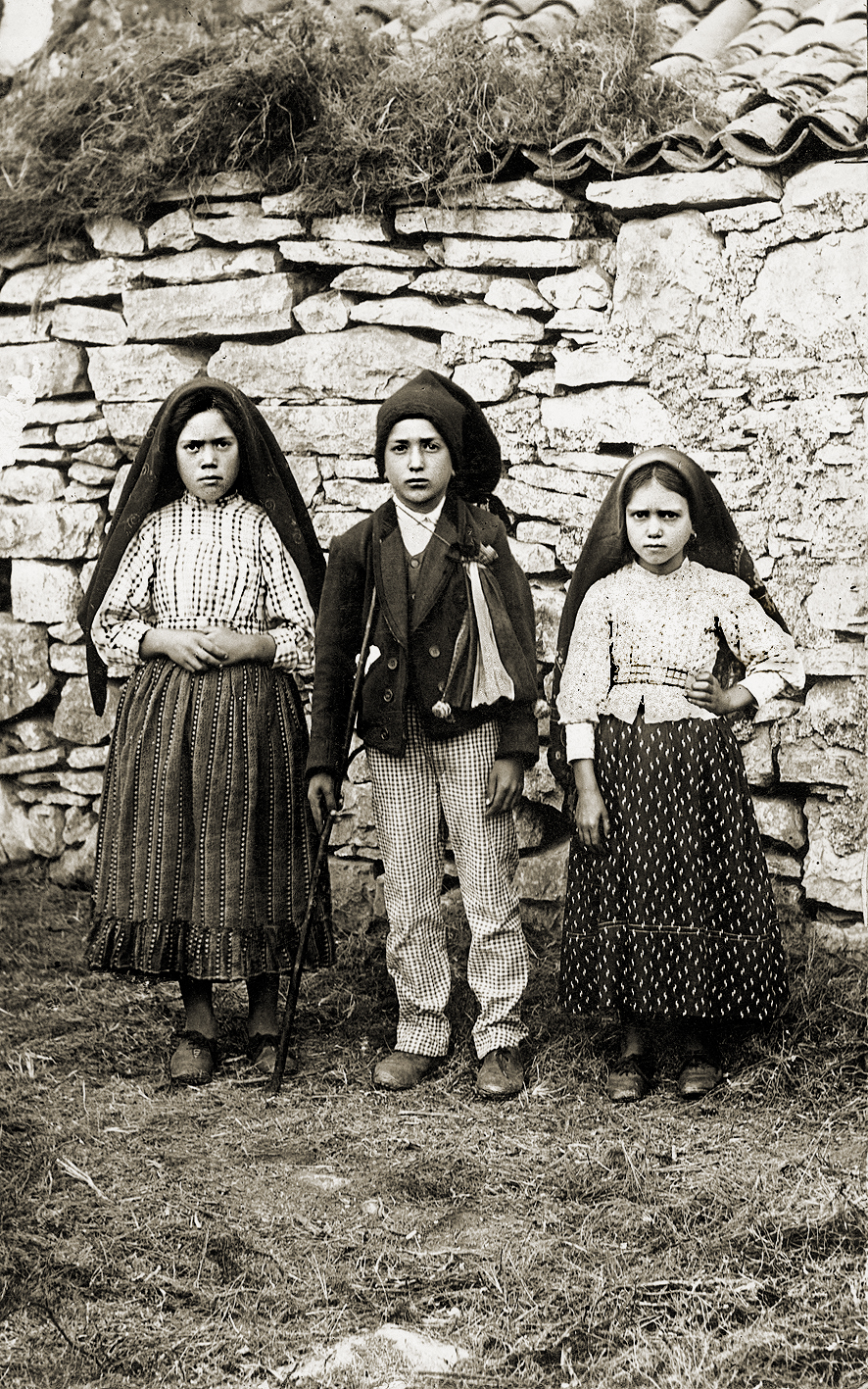
Die Seherkinder, 29. Oktober 1917

Lúcia de Jesus dos Santos wurde am 22. März 1907 in Fátima geboren. Sie war zum Zeitpunkt der Erscheinungen zehn Jahre alt. Ihr Cousin Francisco Marto war neun, Franciscos Schwester Jacinta erst sieben Jahre alt. Alle drei arbeiteten als Hirten, um ihren Eltern zu helfen. Sie hüteten ihre Schafe in der Umgebung von Fátima, in der sogenannten Cova da Iria.

## Die Erscheinungen

### Der Engel des Friedens
Die Erscheinungen der Gottesmutter wurden 1915 und 1916 durch Erscheinungen, die als „Engel“ gedeutet wurden, gewissermaßen vorbereitet. Lucia und drei weitere Mädchen behaupteten zunächst, während des Schafehütens eine Gestalt gesehen zu haben „ähnlich einer Statue aus Schnee“.
Im Frühjahr, Sommer und Herbst 1916 wiederholten sich die Erscheinungen. Im Sommer stellte sich die visionäre Gestalt als „Engel des Friedens“ vor und sprach ein Gebet, das die Kinder wiederholten:

„Mein Gott, ich glaube an Dich, ich bete Dich an, ich hoffe auf Dich und ich liebe Dich. Ich bitte Dich um Verzeihung für jene, die an Dich nicht glauben, Dich nicht anbeten, auf Dich nicht hoffen und Dich nicht lieben.“

Im Herbst lernten die Kinder auf die gleiche Weise ein weiteres Gebet, gefolgt von einer mystischen Kommunion:

„Heiligste Dreifaltigkeit, Vater, Sohn und Heiliger Geist, in tiefer Ehrfurcht bete ich Dich an, und opfere Dir auf den kostbaren Leib und das Blut, die Seele und die Gottheit Jesu Christi, gegenwärtig in allen Tabernakeln der Erde zur Wiedergutmachung für alle Schmähungen, Sakrilegien und Gleichgültigkeiten, durch die Er selbst beleidigt wird. Durch die unendlichen Verdienste Seines Heiligsten Herzens und des Unbefleckten Herzens Mariens bitte ich Dich um die Bekehrung der armen Sünder.“

### Erste Erscheinung der Dame: 13. Mai 1917
Nach dieser Vorbereitung sahen die drei Hirtenkinder am 13. Mai 1917 eine ganz weiß gekleidete Dame, über einer Steineiche. Lucia führte den Dialog mit der Dame. Die Kinder wurden gebeten, sechs Monate lang, jeweils am 13., an den Ort zu kommen. Lucia überliefert:

„– Wollt ihr euch Gott anbieten, alle Leiden zu tragen, die Er euch schicken will, als Akt der Wiedergutmachung für die Sünden, durch die Er beleidigt wird und als Bitte um die Bekehrung der Sünder?
– Ja, wir wollen es – war unsere Antwort.
– Ihr werdet also viel zu leiden haben, aber die Gnade Gottes wird eure Stärke sein.“

### Zweite Erscheinung der Dame: 13. Juni 1917
Lucia traf vor der zweiten Erscheinung auf die Verachtung ihrer Familie, wurde aber zum Ort von einigen Personen des Dorfes begleitet. Auf die Frage Lucias, was die Dame wünsche, sagte diese, sie solle Lesen und Schreiben lernen. Als Lucia bat, die Dame möge die drei Kinder mit ihr in den Himmel nehmen, antwortete die Dame, dass Francisco und Jacinta bald gehen würden, Lucia jedoch müsse noch bleiben.

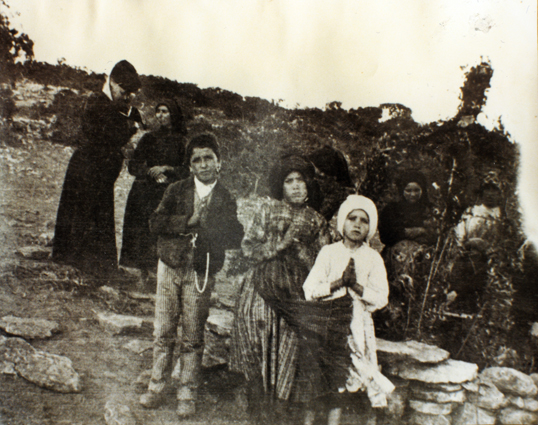
Die Seherkinder von Fatima am Ort der Erscheinungen

### Dritte Erscheinung der Dame: 13. Juli 1917
Zur dritten Erscheinung kam bereits eine große Menschenmenge hinzu. Nur die drei Kinder sahen die weiße Dame.
Wieder spielt sich das Gespräch zwischen Lucia und der Dame ab.

„– Was wünschen Sie von mir? – fragte ich.
– Ich möchte, daß ihr am Dreizehnten des kommenden Monats
wieder hierherkommt, daß ihr weiterhin jeden Tag den Rosenkranz
zu Ehren Unserer Lieben Frau vom Rosenkranz betet, um den Frieden
für die Welt und das Ende des Krieges zu erlangen, denn nur
sie allein kann es erreichen.
– Ich möchte Sie bitten, uns zu sagen, wer Sie sind, und ein Wunder
zu tun, damit alle glauben, daß Sie uns erscheinen.
– Kommt weiterhin jeden Monat hierher! Im Oktober werde ich euch
sagen, wer ich bin und was ich wünsche, und werde ein Wunder
tun, damit alle glauben.“

An dieser Stelle vertraute die Dame den Kindern die Geheimnisse von Fátima an. Deren beide erste Teile wurden 1942 öffentlich bekannt. Den dritten Teil veröffentlichte der Vatikan im Jahr 2000.
Eines der Geheimnisse war eine Höllenvision, die den Kindern zuteilwurde:

„Bei diesen letzten Worten öffnete sie aufs neue die Hände wie in
den zwei vorhergegangenen Monaten. Der Strahl schien die Erde
zu durchdringen, und wir sahen gleichsam ein Feuermeer und
eingetaucht in dieses Feuer die Teufel und die Seelen, als ob sie
durchscheinend, schwarz und bronzefarbig glühende Kohlen in
menschlicher Gestalt waren, die in diesem Feuer schwammen,
emporgeschleudert von den Flammen, die mit Rauchwolken aus
ihnen selbst hervorschlugen. Sie fielen nach allen Seiten wie Funken
bei gewaltigen Bränden, ohne Schwere und Gleichgewicht, unter
Schreien und Heulen vor Schmerz und Verzweiflung, was uns
erbeben und erstarren ließ. (Ich muß wohl bei diesem Anblick «ai»
geschrien haben, wie es einige Leute angeblich gehört haben.)“

### Vierte Erscheinung der Dame: 19. August 1917
Um dem kommenden Volksauflauf ein Ende zu setzen, entführte die Behörde die Kinder, indem sie vorgab, sie müssten zum Pfarrer kommen. Die Kinder verbrachten den 13. August im Gefängnis und verpassten das angekündigte Datum. Doch als sie nach ihrer Freilassung wieder die Schafe hüteten, erschien ihnen die Dame am 19. August erneut.

### Fünfte Erscheinung der Dame: 13. September 1917
25.000 Menschen kamen zum angekündigten Datum. Ein weiteres Zurückhalten der Kinder wurde nicht versucht. Im Bericht von Lucia heißt es:

„Wir kamen schließlich in der Cova da Iria bei der Steineiche an und
begannen mit dem Volk den Rosenkranz zu beten. Kurz darauf sahen
wir den Lichtschein und danach Unsere Liebe Frau über der Steineiche.
– Betet weiterhin den Rosenkranz, um das Ende des Krieges zu
erlangen. […]  Im Oktober werde ich
ein Wunder wirken, damit alle glauben.
Und sie begann sich zu erheben und verschwand wie gewöhnlich.“

### Sechste Erscheinung der Dame – „Sonnenwunder“: 13. Oktober 1917

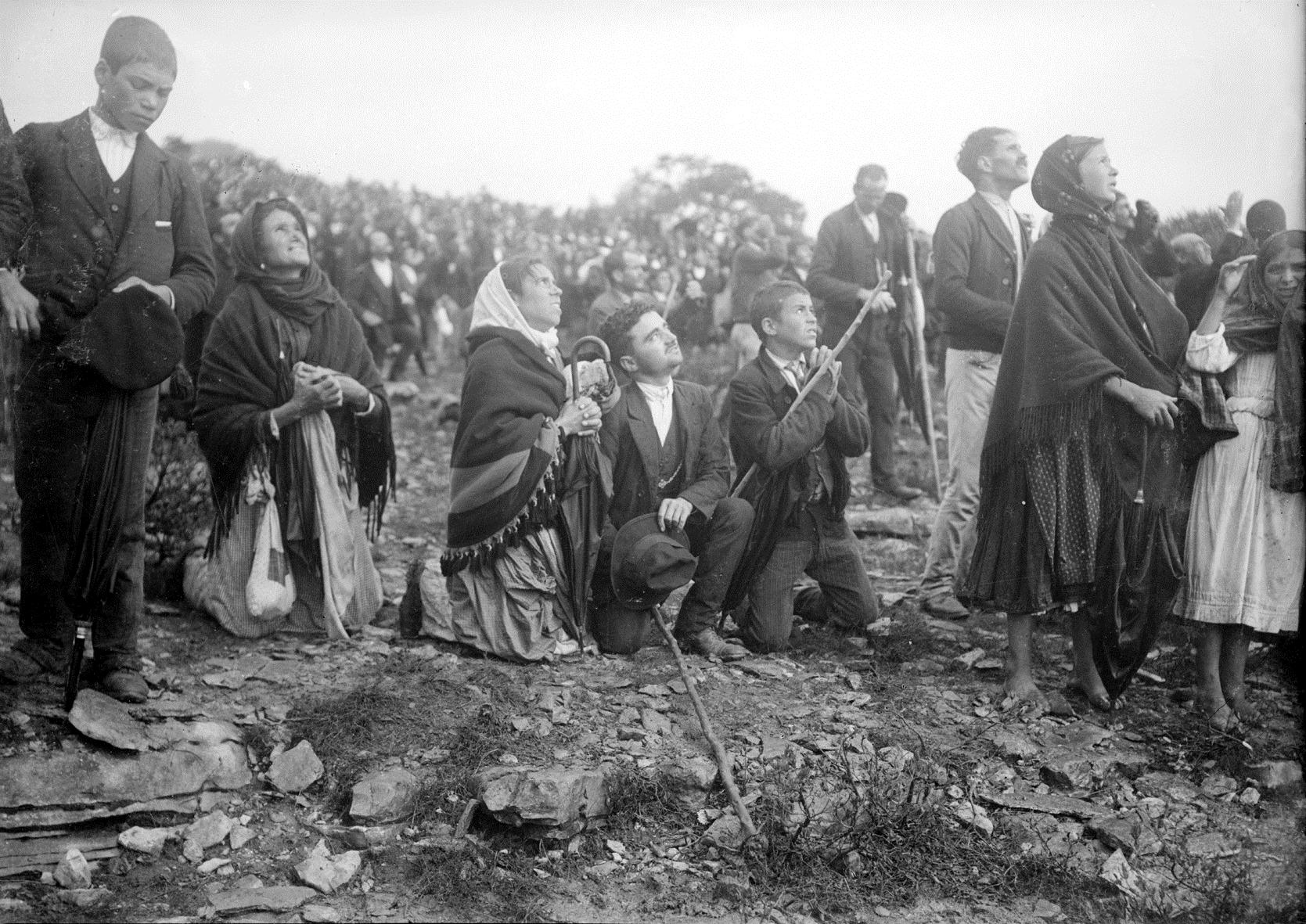
Sonnenwunder, Fatima 1917

Für die sechste, angekündigte Erscheinung hatte die Dame ein Wunder versprochen. Zunächst bat sie jedoch um den Bau einer Kirche:

„– Was wünschen Sie von mir?
– Ich möchte dir sagen, daß hier eine Kapelle zu meiner Ehre gebaut
werden soll. Ich bin Unsere Liebe Frau vom Rosenkranz. Man
soll weiterhin täglich den Rosenkranz beten. Der Krieg geht zu Ende,
und die Soldaten werden in Kürze nach Hause zurückkehren.“

Darauf entschwand die Dame, die sich als Mutter Gottes offenbart hatte. Gleichzeitig ereignete sich das „Sonnenwunder“: die Sonne „drehte sich um sich selber und sandte farbige Lichtstrahlen aus und schien dann in einem Zickzackkurs auf die Erde zuzukommen, was vielen Angst und Schrecken einjagte. Dieses unvergleichliche Schauspiel, das im Umkreis von etwa 40 Kilometern sichtbar war, wiederholte sich dreimal und dauerte etwa zehn Minuten.“

### Weitere Erscheinungen
In den Erinnerungen ihres Lebens berichtet Lucia von einer weiteren Erscheinung der Gottesmutter vor den zwei kleineren, kranken Kindern, außerdem noch mehrmals vor ihr selbst.

### Die Beschreibung
Die ersten Aussagen der drei Kinder (vor allem die von der Seherin Lúcia) besagen, dass die Erscheinung etwa einen Meter groß gewesen sei und wie ein 12- bis 15-jähriges Kind von außergewöhnlicher Schönheit ausgesehen habe. Sie hatte schwarze Augen. Sie war in ein Weiß gekleidet, das so hell war, dass es in den Augen schmerzte. Lúcia und Jacinta erzählen, dass ihr Rock (sic) weiß und goldfarben war, mit Schnüren von oben bis unten und quer, kurz, bis zu den Knien oder etwas darunter und eng. Sie hatte weiße Socken an. Ihr Mantel ist weiß und sie hat auch einen weißen Mantel, der von ihrem Kopf bis zum Saum ihres Rocks reicht, mit goldenen Schnüren, die von oben nach unten verlaufen. Der Mantel hat zwei oder drei Schnüre an den Handgelenken. Um den Hals hatte sie eine goldene Schnur, die in einer Kugel oder einer Medaille endete, an den Ohren hatte sie sehr kleine gelbe Knöpfe (oder Ringe - portugiesisch: arrecadas) und in der Hand trug sie einen Rosenkranz aus weißen, ebenfalls leuchtenden Perlen, der in einem Kreuz endete. Laut Lúcia hatte sie eine Art „Körbchen“ (portugiesisch: açafatezinho oder açafatico) auf dem Kopf, das ebenfalls leuchtete. Sie lächelte nie. Francisco sagt auch, dass sie sprach, ohne ihre Lippen zu bewegen.
Das Bild, das heute verehrt wird, wurde „mit geringfügigen Änderungen im Detail“ von einem bereits existierenden Bild der Muttergottes von Lapa inspiriert. Manuel Nunes Formigão sagte dazu: „Die Muttergottes kann nur so anständig und bescheiden wie möglich gekleidet erscheinen. Das Kleid muss bis zu den Füßen reichen.“ Die Länge des Rocks war für die damalige Zeit skandalös; und Pfarrer Formigão sagte, dies sei die größte Schwierigkeit für die Übernatürlichkeit der Erscheinung, vielleicht eine Mystifikation durch den „Geist der Finsternis“.
Domkapitular Casimir Barthas bezeichnet die Erscheinung als „die wunderbare junge Dame“ und gibt zu, dass „sie keinem der Bilder der Heiligen Jungfrau oder anderer Heiliger ähnelt“, die sie bis dahin gesehen hatten. Spätere Beschreibungen der Erscheinung entfernen sich nach und nach von diesen ursprünglichen Schilderungen, bis es schwierig ist, sie wiederzuerkennen. Das Bild der Erscheinung erhielt ein „klassischeres“ Aussehen, und bereits 1930 beschrieb Gonzaga da Fonseca in Rom die Erscheinung mit einer Tunika und einem Mantel, der bis zu den nackten Füßen herabreicht.

## Botschaft von Fátima
Die spirituelle Botschaft, die den Seherkindern aufgetragen wurde, lässt sich in wenigen praktischen Punkten wiedergeben:
- Das tägliche Gebet des Rosenkranzes[21],
- die Weihe der Welt an das unbefleckte Herz Mariens[22],
- die Andacht zum unbefleckten Herz Mariens am ersten Samstag jeden Monats, im Deutschen bekannt als Sühnesamstag.

### Geheimnisse von Fátima
Während der dritten Erscheinung am 13. Juli 1917 empfingen die Kinder eine Botschaft, die sie zunächst nicht weitergeben sollten. 1941 wurden zwei Teile davon veröffentlicht, nachdem der Bischof von Fátima Lucia zur Niederschrift aufgefordert hatte. Jacinta und Francisco waren vor der Veröffentlichung der Geheimnisse verstorben. Das erste der sogenannten „Geheimnisse“ stellte eine Höllenvision dar. Das zweite betraf Russland und forderte zu Weihe Russlands an das Unbefleckte Herz Mariens auf.
Lucia sprach auch ein drittes Geheimnis an, das sie jedoch nicht offenbaren dürfe. Es wurde erst 1944 niedergeschrieben. Über dieses dritte Geheimnis wurden diverse Spekulationen angestellt. Der Vatikan veröffentlichte im Jahr 2000 die Niederschrift von Schwester Lucia, die die einzige Aufzeichnung des Geheimnisses ist. Dieses wird im Zusammenhang mit dem Attentat auf Papst Johannes Paul II. im Jahr 1981 gedeutet, oder auch in einem weiteren Kontext des Kreuzwegs dieses Jahrhunderts, so Joseph Ratzinger in der Pressekonferenz anlässlich der Veröffentlichung.

„Und wir sahen in einem ungeheuren Licht, das Gott ist: „etwas, das aussieht wie Personen in einem Spiegel, wenn sie davor vorübergehen“ einen in Weiß gekleideten Bischof „wir hatten die Ahnung, daß es der Heilige Vater war“. […] Am Berg angekommen, kniete er zu Füßen des großen Kreuzes nieder. Da wurde er von einer Gruppe von Soldaten getötet, die mit Feuerwaffen und Pfeilen auf ihn schossen.“

## Kirchliche Anerkennung

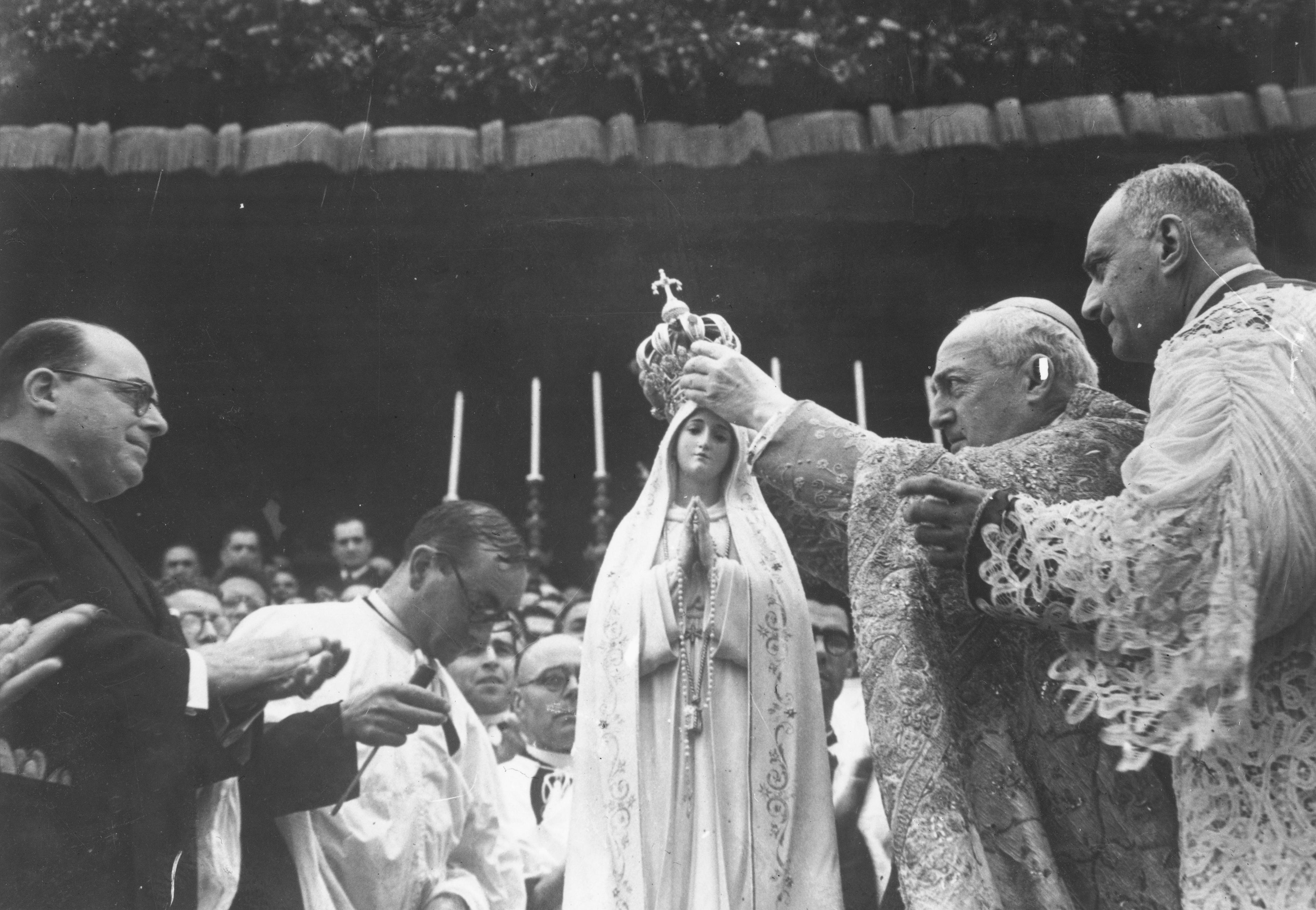
Krönung der Fatima-Statue (1946)

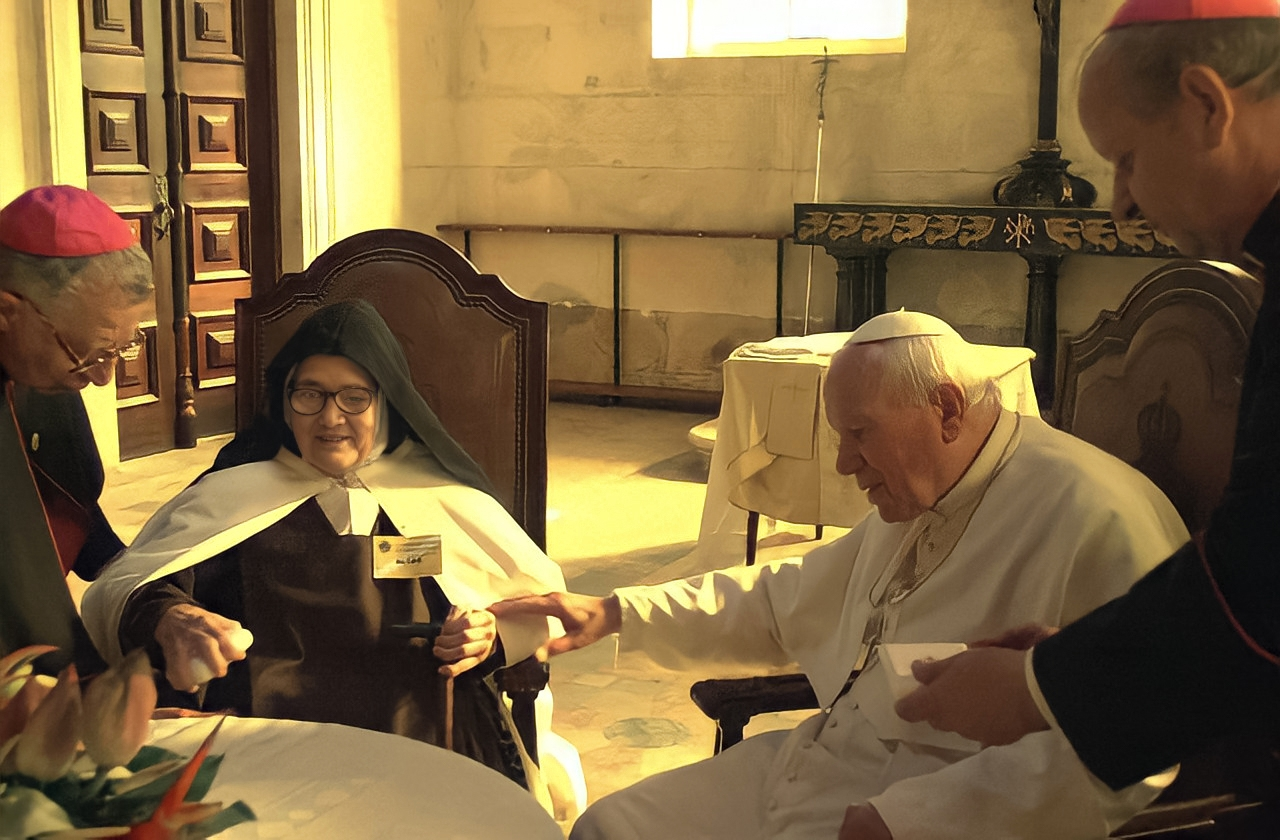
Schwester Lucia zusammen mit Papst Johannes Paul II. in Fátima, anlässlich der Seligsprechung der beiden anderen Seherkinder (2000)

### Untersuchung und Anerkennung
Ab Ende 1918 wurden die Zeugenaussagen über das Geschehene gesammelt. Am 28. April 1919 eröffnete die katholische Kirche eine offizielle Untersuchung über die Erscheinungen in Fátima. Am 14. April 1930 legte die kanonische Kommission ihren Abschlussbericht vor.
Der erste Besuch eines Bischofs in Fátima fand am 12. September 1921 statt. Es handelte sich um den ein Jahr zuvor ernannten, neuen Bischof von Fátima. Einige Tage zuvor hatte er das Land rund um den Erscheinungsort gekauft, um dort eine Wallfahrtskirche zu errichten.
Mit dem Anschwellen der Pilgerströme wurde bereits im Oktober 1925 eine „nationale Wallfahrt“ Portugals nach Fátima ausgerufen. Innerhalb weniger Jahre wurde Fátima zum größten Pilgerort des Landes.
Am 13. Oktober 1930 sprach der Bischof von Leiria, zu dessen Bistum Fátima gehörte, seine Anerkennung aus. Im Hirtenbrief A divina Providentia erkannte er die Erscheinungen von Fátima offiziell als „glaubwürdig“ an. Zwar bezeichnete der Bischof das am 13. Oktober aufgetretene Sonnenphänomen nicht als „Wunder“, doch erkannte er dessen Existenz an und bezeichnete es als „nicht natürlich“.
Im Jahr 1946, dem dreihundertsten Jahrestag der Weihe Portugals an die Jungfrau Maria, wurde die Statue Unserer Lieben Frau von Fátima vom Nuntius, dem Kardinal Aloisi Masella, vor 600.000 Pilgern feierlich gekrönt.
An die Erscheinungen erinnert der Gedenktag Unserer Unserer Lieben Frau in Fátima, den die katholische Kirche am 13. Mai als Marienfest feiert (nichtgebotener Gedenktag im Allgemeinen Römischen Kalender).

### Untersuchungen
- Josef Wegener: Fátima. Geheimnisse, Wunder und Gnaden. Steyler Missionsbuchhandlung, Kaldenkirchen 1946, S. 8–25.
- Yves Chiron: Enquête sur les apparitions de la Vierge. Perrin, Paris 2007, ISBN 978-2-262-02733-9.
- Kurt Josef Wecker: Fatima – die Botschaft des Lichtes Vor hundert Jahren wurde hier alles anders. (pdf; 179 KB) Abgerufen am 15. Mai 2025.
- Stephen Harrigan: Sorrowful Mysteries: The Shepherd Children of Fatima and the Fate of the Twentieth Century. Alfred A. Knopf, New York 2025, ISBN 978-0-593-53428-1.

## Filme über die Fátima-Erscheinungen
- 2020: Marco Pontecorvo, Das Wunder von Fatima – Moment der Hoffnung, Drama.
- 2017: Goya Producciones, Fatima - Das letzte Geheimnis. (Originaltitel: Fátima - El último misterio), Dokumentarfilm, spanische Produktion
- 2017: Jorge Paixão da Costa, Jacinta
- 2009: Dominic Higgins & Ian Higgins, The 13th Day
- 2004: Mário Barroso, O Milagre segundo Salomé
- 1997: Fabrizio Costa, Fátima
- 1976: António de Macedo: Fátima Story
- 1968: Eurico Lisboa, Poder de Fátima (Fernsehfilm der RTP)
- 1952: John Brahm, The Miracle of Our Lady of Fatima.
- 1951: Rafael Gil, Das Wunder von Fatima